# La Garde (Alpy Górnej Prowansji)
Garde – miejscowość i gmina we Francji, w regionie Prowansja-Alpy-Lazurowe Wybrzeże, w departamencie Alpy Górnej Prowansji.

## Demografia
Według danych na rok 1990 gminę zamieszkiwało 88 osób, a gęstość zaludnienia wynosiła 5 osób/km². W styczniu 2015 r. Garde zamieszkiwało 87 osób, przy gęstości zaludnienia wynoszącej 4,9 osób/km².